# Динкич, Младжан
Младжан Динкич (серб. Mlađan Dinkić или Млађан Динкић; 20 декабря 1964, Белград) — сербский политик и экономист.
В 1988 году окончил экономический факультет Белградского университета, в 1993 году он получил степень магистра в этом же университете. Он работал ассистентом в университете в 2000 г. С 2000 по 2003 он возглавлял Народный банк Сербии (в возрасте 36 лет он стал самым молодым председателем в истории). Участвовал в создании движения Г17+, который в 2002 году превратился в политическую партию. Избирался депутатом народного собрания Республики Сербии. В 2006 году он возглавил партию "Г17+", сменив ее первого лидера Миролюба Лабуса. В 2013 возглавил новосозданную партию «Единые регионы Сербии».
С 3 марта 2004 по 9 ноября 2006 он занимал должность министра финансов. С 15 мая 2007 года он был министром экономики и регионального развития, совмещал ее с должностью заместителя премьер-министра с 7 июля 2008 по 21 февраля 2011 года. 27 июля 2012 раз второй раз стал министром финансов, освобожден 2 сентября 2013.
В 2007 Динкич был назван министром финансов года по версии журнала Euromoney.